# Hans von Colmar
Pour les articles homonymes, voir Colmar (homonymie).
Hans von Colmar est un sculpteur français du XVIe siècle actif à Colmar.

## Biographie
Il a réalisé des sculptures sur le retable de l'église de l'Invention-de-la-Sainte-Croix de Kaysersberg en 1518. Il serait probablement aussi le même artiste qu'un sculpteur sur bois alsacien qui signait sous les lettres HSR et dont deux reliefs sont exposés au Kaiser-Friedrich Museum à Berlin, un paysage avec Saint Jean endormi daté de 1553 et un Saint Roch endormi daté de 1510,.